# Quirbajou
Quirbajou  (en occitan languedocien Quirbajon) est une commune française, située dans le sud-ouest du département de l'Aude en région Occitanie.
Sur le plan historique et culturel, la commune fait partie du Pays de Sault, un plateau situé entre 990 et 1310 mètres d'altitude fortement boisé. Exposée à un climat méditerranéen, elle est drainée par le Rébenty et par divers autres petits cours d'eau. La commune possède un patrimoine naturel remarquable : deux sites Natura 2000 (le « pays de Sault » et le « bassin du Rebenty ») et cinq zones naturelles d'intérêt écologique, faunistique et floristique.
Quirbajou est une commune rurale qui compte 50 habitants en 2022, après avoir connu un pic de population de 258 habitants en 1876. Ses habitants sont appelés les Quibarjounais et ses habitantes les Quibarjounaises.

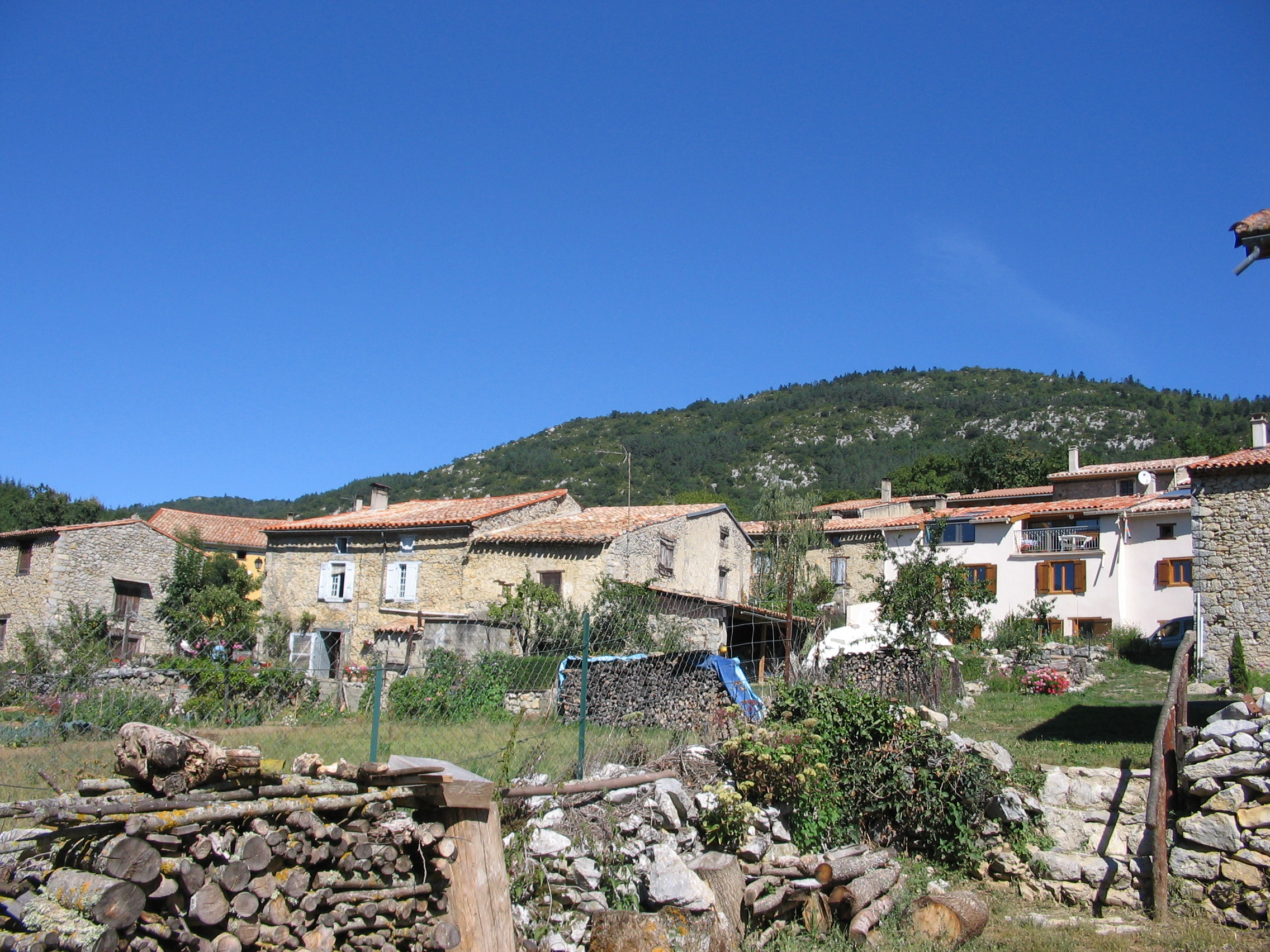
Le village.

## Géographie
Commune située en pays de Sault sur le Rébenty.

### Communes limitrophes
| Ginoles (par un quadripoint), Coudons | Quillan   | Belvianes-et-Cavirac |
| Belvis                                | Quirbajou | Saint-Martin-Lys     |
|                                       | Marsa     | Cailla               |

### Hydrographie
La commune est dans la région hydrographique « Côtiers méditerranéens », au sein du bassin hydrographique Rhône-Méditerranée-Corse. Elle est drainée par le Rebenty, le ruisseau de Fondavi, le ruisseau de la Bruyère, le ruisseau de la Soulone, le ruisseau de Paillères et le ruisseau de Saoutadou, qui constituent un réseau hydrographique de 6 km de longueur totale,.
La Lauquette, d'une longueur totale de 17,9 km, prend sa source dans la commune de Fajac-en-Val et s'écoule du sud-ouest vers le nord-est puis vers l'ouest. Elle traverse la commune et se jette dans le Lauquet à Ladern-sur-Lauquet, après avoir traversé 4 communes.

### Climat
Pour des articles plus généraux, voir Climat de l'Occitanie et Climat de l'Aude.
En 2010, le climat de la commune est de type climat méditerranéen altéré, selon une étude s'appuyant sur une série de données couvrant la période 1971-2000. En 2020, Météo-France publie une typologie des climats de la France métropolitaine dans laquelle la commune est exposée à un climat de montagne ou de marges de montagne et est dans la région climatique Pyrénées orientales, caractérisée par une faible pluviométrie, un très bon ensoleillement (2 600 h/an), un air sec, particulièrement en hiver et peu de brouillards.
Pour la période 1971-2000, la température annuelle moyenne est de 10,8 °C, avec  une amplitude thermique annuelle de 14,6 °C. Le cumul annuel moyen de précipitations est de 1 010 mm, avec 8,7 jours de précipitations en janvier et 6 jours en juillet. Pour la période 1991-2020 la température moyenne annuelle observée sur la station météorologique la plus proche, située sur la commune de Granès à 9 km à vol d'oiseau, est de 13,5 °C et le cumul annuel moyen de précipitations est de 724,6 mm,. Pour l'avenir, les paramètres climatiques de la commune estimés pour 2050 selon différents scénarios d’émission de gaz à effet de serre sont consultables sur un site dédié publié par Météo-France en novembre 2022.

### Milieux naturels et biodiversité

#### Réseau Natura 2000

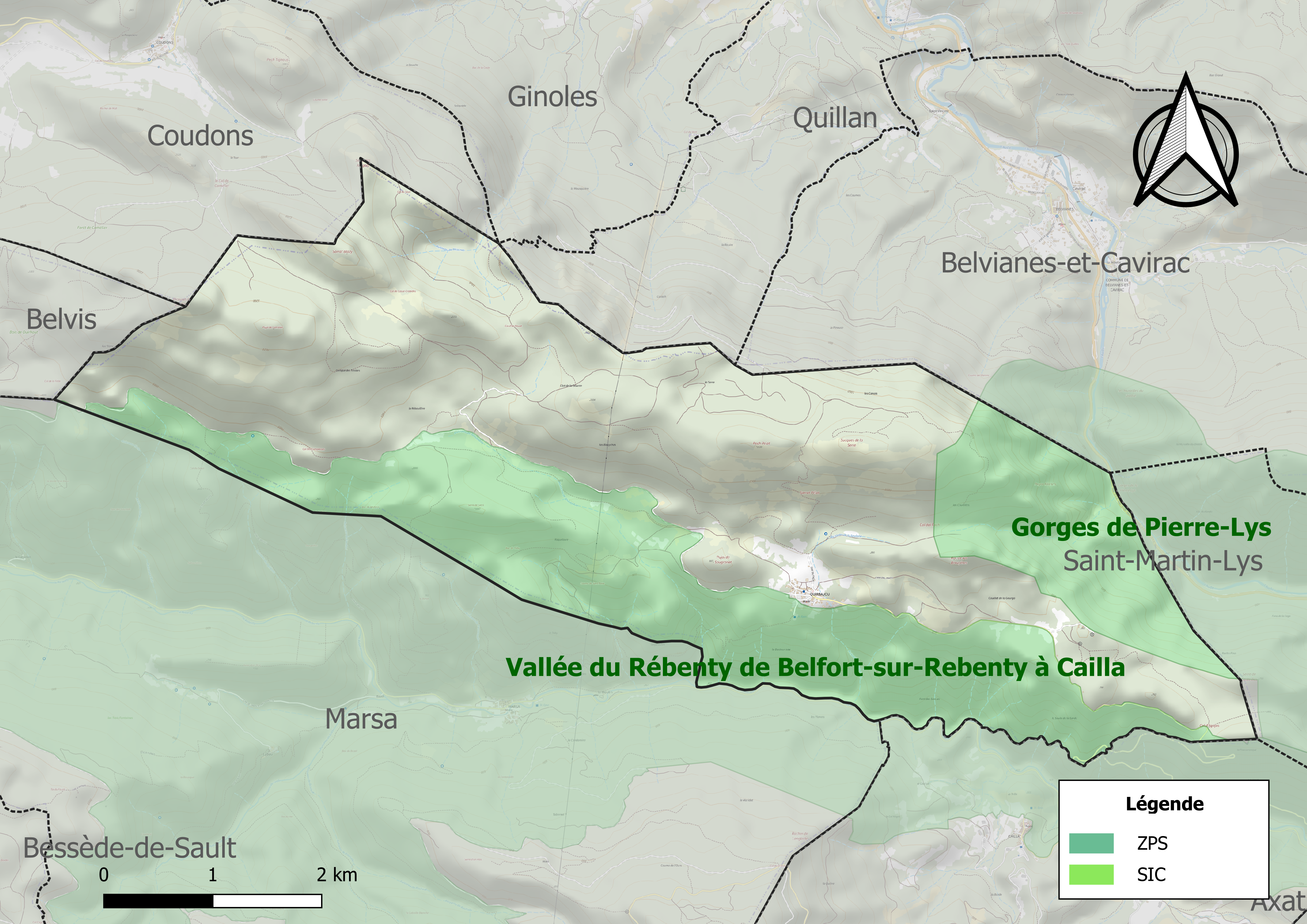
Site Natura 2000 sur le territoire communal.

Le réseau Natura 2000 est un réseau écologique européen de sites naturels d'intérêt écologique élaboré à partir des directives habitats et oiseaux, constitué de zones spéciales de conservation (ZSC) et de zones de protection spéciale (ZPS).
Un site Natura 2000 a été défini sur la commune au titre de la directive habitats :
- le « bassin du Rebenty », d'une superficie de 8 567 ha, qui offre une palette d'habitats naturels sur une grande gamme altitudinale et climatique et sur des substrats variés (calcaires, marnes, schistes). En particulier, on y rencontre de belles pinèdes de pins à crochets sur sol acide. La rivière héberge des espèces aquatiques (Chabot commun et Barbeau méridional, Écrevisse à pattes blanches) et mammifères (Desman des Pyrénées)[14]

et un au titre de la directive oiseaux : 
- le « pays de Sault », d'une superficie de 71 499 ha, présentant une grande diversité d'habitats pour les oiseaux. On y rencontre donc aussi bien les diverses espèces de rapaces rupestres, en particulier les vautours dont les populations sont en augmentation, que les passereaux des milieux ouverts (bruant ortolan, alouette lulu) et des espèces forestières comme le pic noir[15].

#### Zones naturelles d'intérêt écologique, faunistique et floristique
L’inventaire des zones naturelles d'intérêt écologique, faunistique et floristique (ZNIEFF) a pour objectif de réaliser une couverture des zones les plus intéressantes sur le plan écologique, essentiellement dans la perspective d’améliorer la connaissance du patrimoine naturel national et de fournir aux différents décideurs un outil d’aide à la prise en compte de l’environnement dans l’aménagement du territoire.
Deux ZNIEFF de type 1 sont recensées sur la commune :
les « gorges de Pierre-Lys » (964 ha), couvrant 3 communes du département, et 
la « vallée du Rébenty de Belfort-sur-Rebenty à Cailla » (3 553 ha), couvrant 10 communes du département
et trois ZNIEFF de type 2, : 
- les « Fenouillèdes audois » (12 141 ha), couvrant 13 communes dont 11 dans l'Aude et 2 dans les Pyrénées-Orientales[19] ;
- le « grand plateau de Sault » (17 962 ha), couvrant 21 communes dont 3 dans l'Ariège et 18 dans l'Aude[20] ;
- la « vallée du Rébenty » (5 661 ha), couvrant 14 communes du département[21].

Carte des ZNIEFF de type 1 et 2 à Quirbajou.
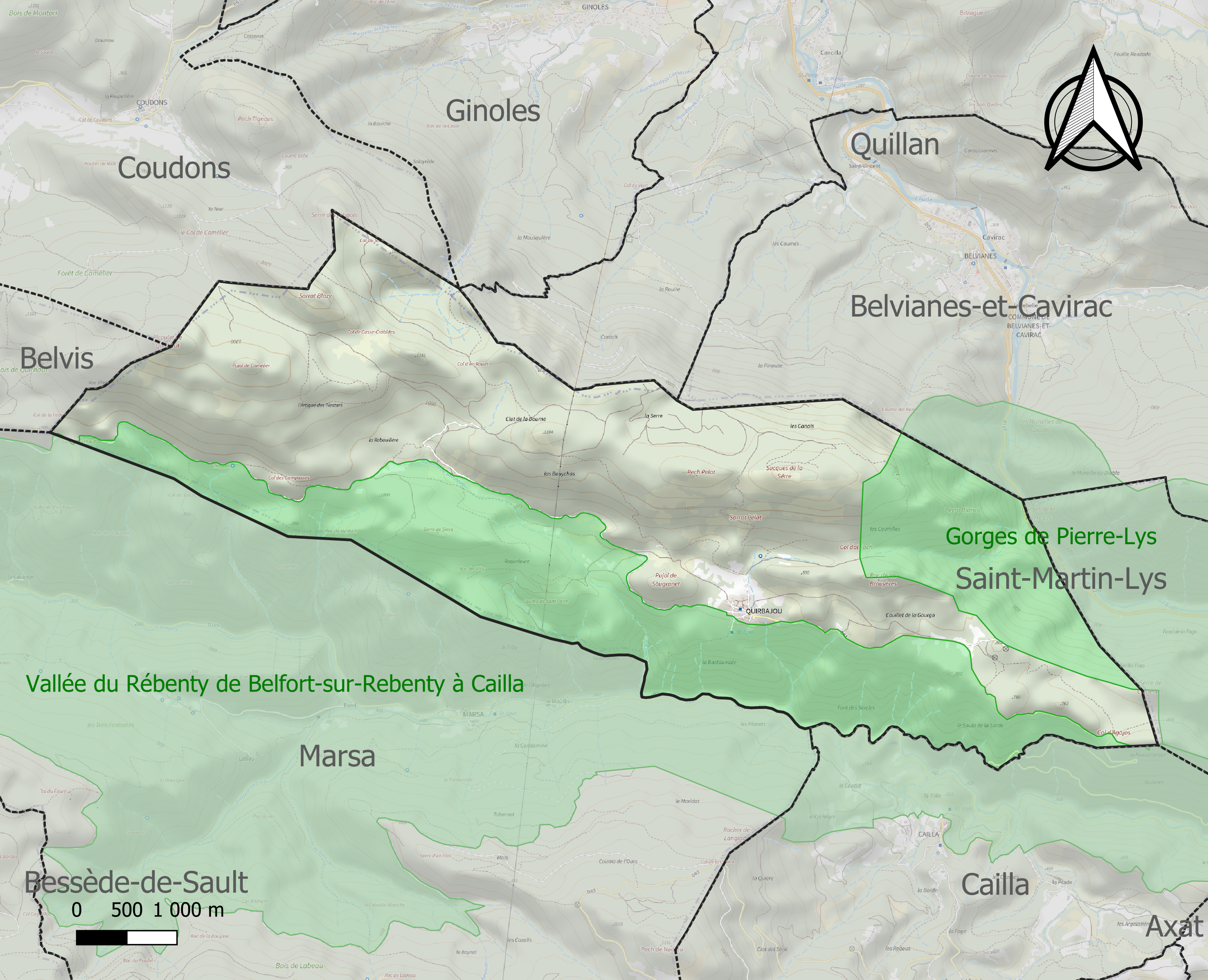
Carte des ZNIEFF de type 1 sur la commune.
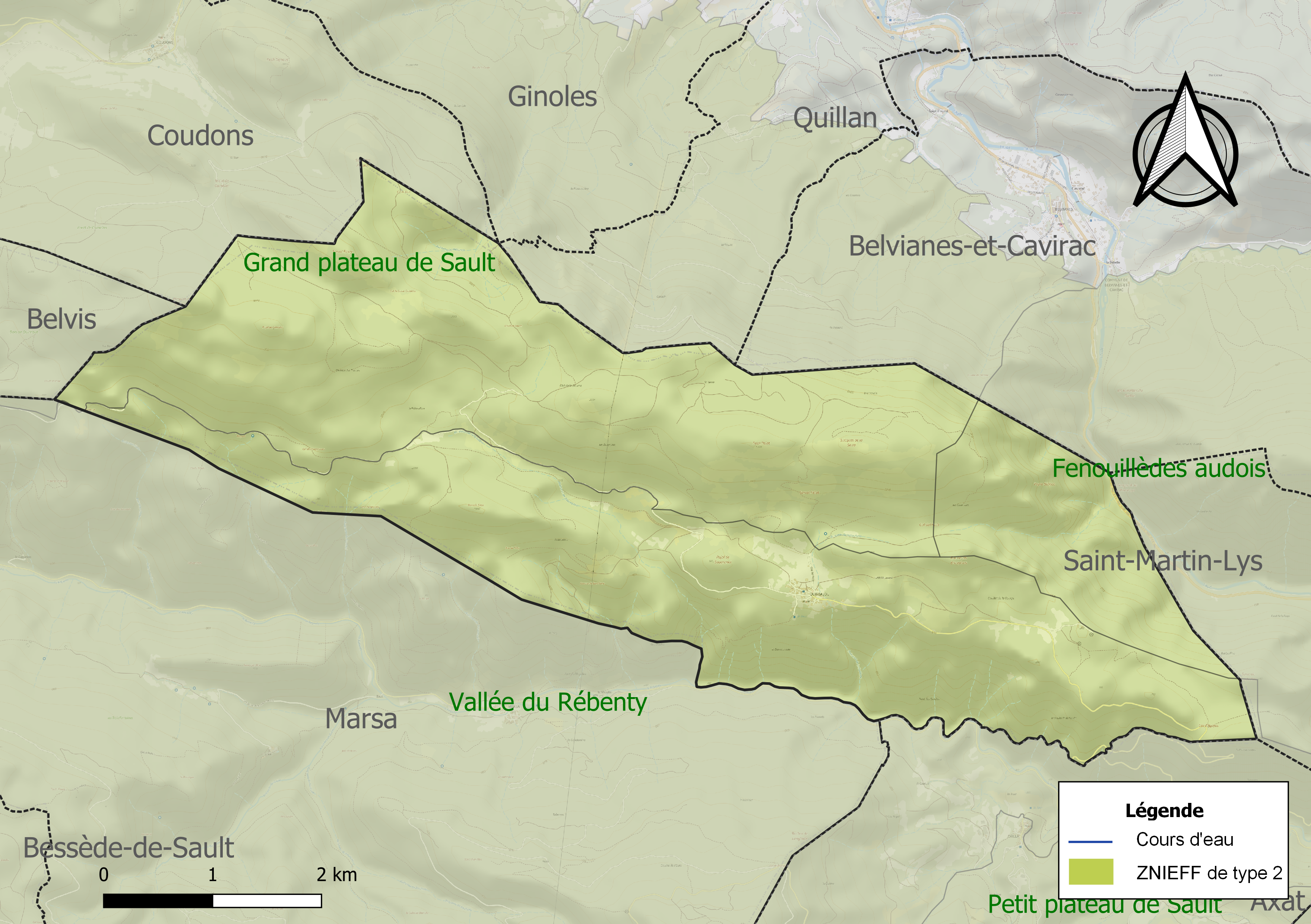
Carte des ZNIEFF de type 2 sur la commune.

## Urbanisme

### Typologie
Au 1er janvier 2024, Quirbajou est catégorisée commune rurale à habitat très dispersé, selon la nouvelle grille communale de densité à 7 niveaux définie par l'Insee en 2022.
Elle est située hors unité urbaine et hors attraction des villes,.

### Occupation des sols
L'occupation des sols de la commune, telle qu'elle ressort de la base de données européenne d’occupation biophysique des sols Corine Land Cover (CLC), est marquée par l'importance des forêts et milieux semi-naturels (96,7 % en 2018), en diminution par rapport à 1990 (99,9 %). La répartition détaillée en 2018 est la suivante : 
forêts (64,8 %), milieux à végétation arbustive et/ou herbacée (31,9 %), zones agricoles hétérogènes (3,3 %). L'évolution de l’occupation des sols de la commune et de ses infrastructures peut être observée sur les différentes représentations cartographiques du territoire : la carte de Cassini (XVIIIe siècle), la carte d'état-major (1820-1866) et les cartes ou photos aériennes de l'IGN pour la période actuelle (1950 à aujourd'hui).

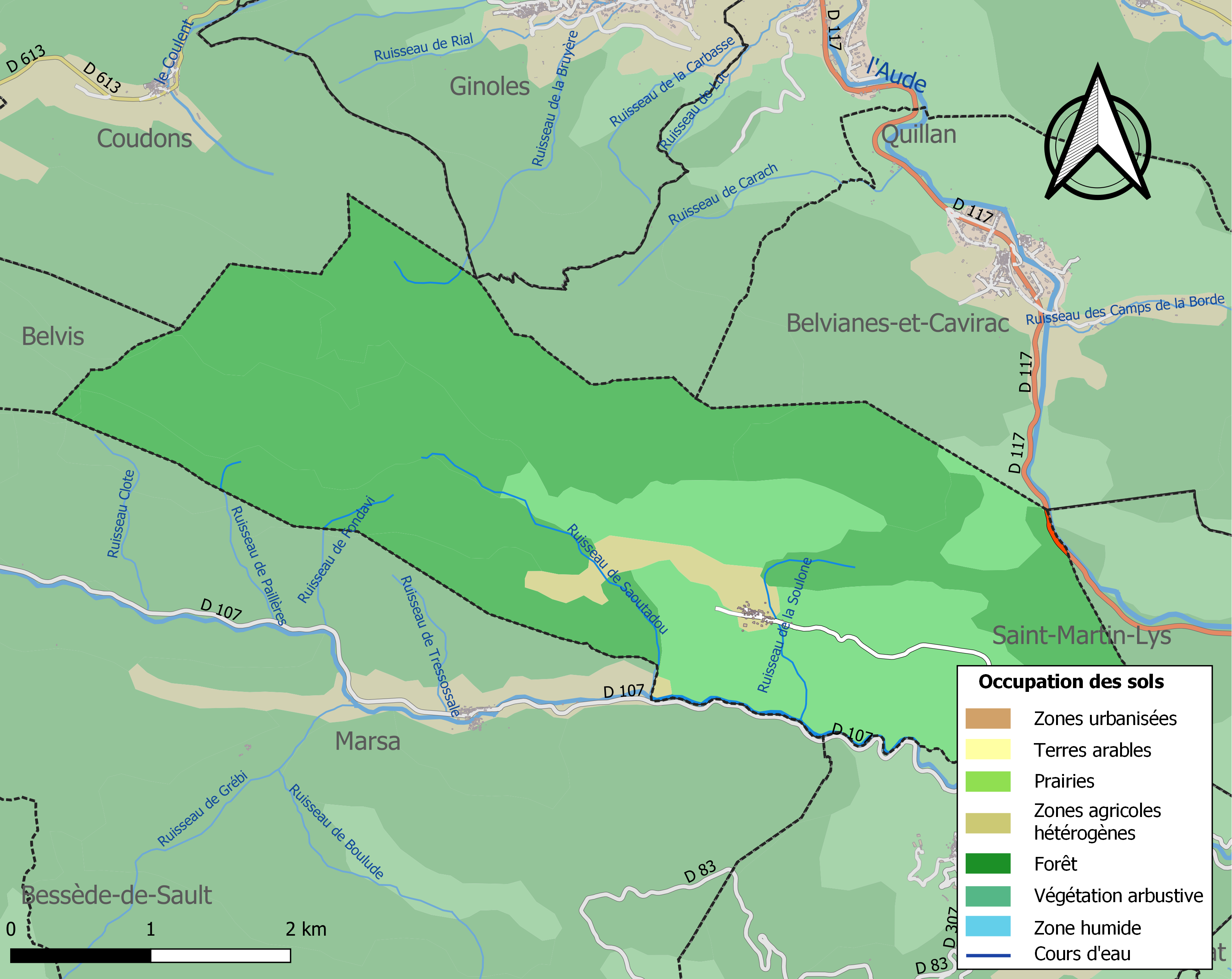
Carte des infrastructures et de l'occupation des sols de la commune en 2018 (CLC).

### Risques majeurs
Le territoire de la commune de Quirbajou est vulnérable à différents aléas naturels : météorologiques (tempête, orage, neige, grand froid, canicule ou sécheresse) et séisme (sismicité modérée). Il est également exposé à deux risques technologiques,  le transport de matières dangereuses et la rupture d'un barrage. Un site publié par le BRGM permet d'évaluer simplement et rapidement les risques d'un bien localisé soit par son adresse soit par le numéro de sa parcelle.

#### Risques naturels

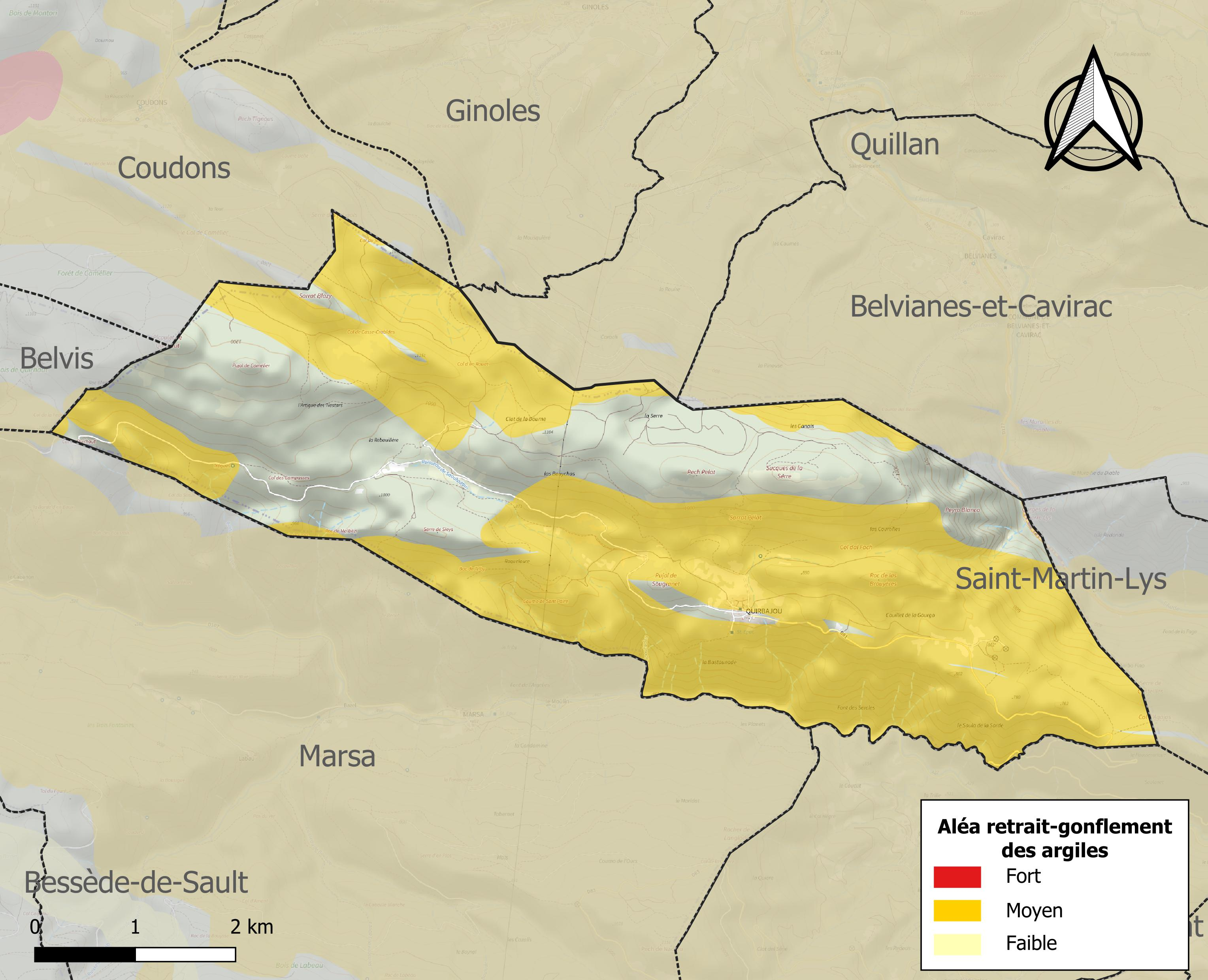
Carte des zones d'aléa retrait-gonflement des sols argileux de Quirbajou.

Le retrait-gonflement des sols argileux est susceptible d'engendrer des dommages importants aux bâtiments en cas d’alternance de périodes de sécheresse et de pluie. 64,4 % de la superficie communale est en aléa moyen ou fort (75,2 % au niveau départemental et 48,5 % au niveau national). Sur les 45 bâtiments dénombrés sur la commune en 2019, 26 sont en aléa moyen ou fort, soit 58 %, à comparer aux 94 % au niveau départemental et 54 % au niveau national. Une cartographie de l'exposition du territoire national au retrait gonflement des sols argileux est disponible sur le site du BRGM,.

#### Risques technologiques
Le risque de transport de matières dangereuses sur la commune est lié à sa traversée par une route à fort trafic. Un accident se produisant sur une telle infrastructure est en effet susceptible d’avoir des effets graves au bâti ou aux personnes jusqu’à 350 m, selon la nature du matériau transporté. Des dispositions d’urbanisme peuvent être préconisées en conséquence.
La commune est en outre située en aval des barrages de Matemale et de Puyvalador, deux ouvrages de classe A, situés dans le département des Pyrénées-Orientales. À ce titre elle est susceptible d’être touchée par l’onde de submersion consécutive à la rupture d'un de ces ouvrages.

## Histoire
Quirbajou appartient à l'archevêque de Narbonne au XIIIe siècle. Le village disparu de Quirhaut a existé du XII au XVe siècle.

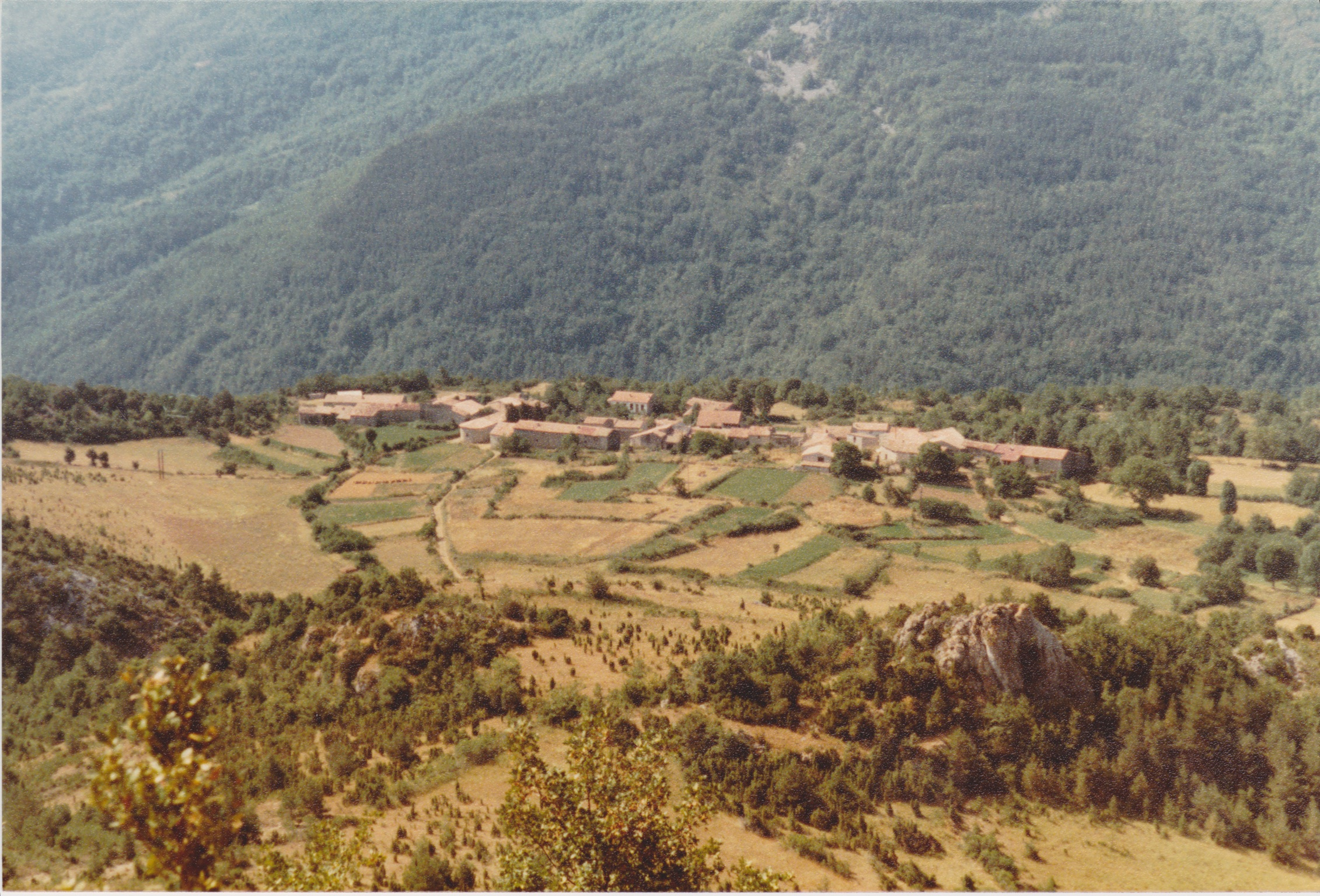
Vue des hauteurs de Quirbajou durant l'été 1985.

## Politique et administration
La commune donne régulièrement de forts scores pour la LFI : 73,17 % en 2017 puis 67,57 % en 2022, ainsi que 60 % aux législatives de 2017, puis enfin 41,38 % aux européennes de 2024.

### Liste des maires
| Période                                  | Période  | Identité        | Étiquette | Qualité |
| ---------------------------------------- | -------- | --------------- | --------- | ------- |
| ?                                        | en cours | Thierry Cabrol  | DVG-LFI   |         |
| 2008                                     | ?        | Hubert Manichon |           |         |
| mars 2001                                | 2008     | Pierre Pouytes  |           |         |
| Les données manquantes sont à compléter. |          |                 |           |         |

## Démographie

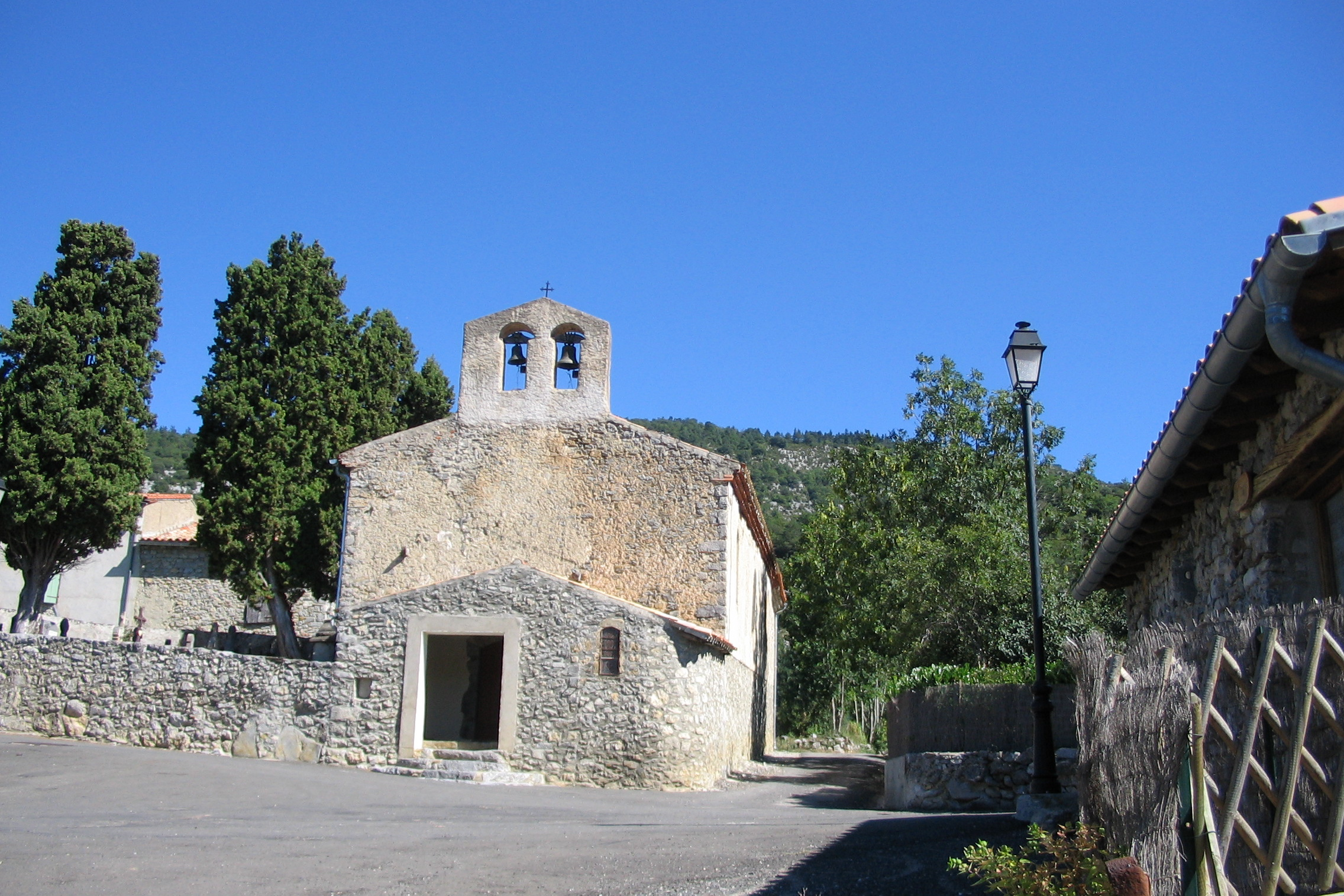
L'église.

L'évolution du nombre d'habitants est connue à travers les recensements de la population effectués dans la commune depuis 1793. Pour les communes de moins de 10 000 habitants, une enquête de recensement portant sur toute la population est réalisée tous les cinq ans, les populations de référence des années intermédiaires étant quant à elles estimées par interpolation ou extrapolation. Pour la commune, le premier recensement exhaustif entrant dans le cadre du nouveau dispositif a été réalisé en 2008.

En 2022, la commune comptait 50 habitants, en évolution de +2,04 % par rapport à 2016 (Aude : +2,65 %, France hors Mayotte : +2,11 %).
| 1793 | 1800 | 1806 | 1821 | 1831 | 1836 | 1841 | 1846 | 1851 |
| ---- | ---- | ---- | ---- | ---- | ---- | ---- | ---- | ---- |
| 192  | 205  | 193  | 201  | 230  | 225  | 228  | 240  | 240  |

| 1856 | 1861 | 1866 | 1872 | 1876 | 1881 | 1886 | 1891 | 1896 |
| ---- | ---- | ---- | ---- | ---- | ---- | ---- | ---- | ---- |
| 224  | 243  | 222  | 252  | 258  | 244  | 243  | 231  | 192  |

| 1901 | 1906 | 1911 | 1921 | 1926 | 1931 | 1936 | 1946 | 1954 |
| ---- | ---- | ---- | ---- | ---- | ---- | ---- | ---- | ---- |
| 174  | 164  | 150  | 100  | 101  | 106  | 90   | 69   | 50   |

| 1962 | 1968 | 1975 | 1982 | 1990 | 1999 | 2006 | 2008 | 2013 |
| ---- | ---- | ---- | ---- | ---- | ---- | ---- | ---- | ---- |
| 28   | 25   | 18   | 20   | 29   | 38   | 36   | 36   | 47   |

| 2018 | 2022 | - | - | - | - | - | - | - |
| ---- | ---- | - | - | - | - | - | - | - |
| 54   | 50   | - | - | - | - | - | - | - |

## Économie

### Emploi
| Division       | 2008   | 2013   | 2018   |
| -------------- | ------ | ------ | ------ |
| Commune        | 16,7 % | 9,7 %  | 14,7 % |
| Département    | 10,2 % | 12,8 % | 12,6 % |
| France entière | 8,3 %  | 10 %   | 10 %   |

En 2018, la population âgée de 15 à 64 ans s'élève à 34 personnes, parmi lesquelles on compte 61,8 % d'actifs (47,1 % ayant un emploi et 14,7 % de chômeurs) et 38,2 % d'inactifs,. Depuis 2008, le taux de chômage communal (au sens du recensement) des 15-64 ans est supérieur à celui de la France et du département.
La commune est hors attraction des villes,. Elle compte 8 emplois en 2018, contre 12 en 2013 et 5 en 2008. Le nombre d'actifs ayant un emploi résidant dans la commune est de 16, soit un indicateur de concentration d'emploi de 50 % et un taux d'activité parmi les 15 ans ou plus de 48,8 %.
Sur ces 16 actifs de 15 ans ou plus ayant un emploi, 6 travaillent dans la commune, soit 38 % des habitants. Pour se rendre au travail, 68,8 % des habitants utilisent un véhicule personnel ou de fonction à quatre roues, 18,8 % s'y rendent en deux-roues, à vélo ou à pied et 12,5 % n'ont pas besoin de transport (travail au domicile).

### Activités
5 établissements sont implantés  à Quirbajou au 31 décembre 2019.
Le secteur du commerce de gros et de détail, des transports, de l'hébergement et de la restauration est prépondérant sur la commune puisqu'il représente 40 % du nombre total d'établissements de la commune (2 sur les 5 entreprises implantées  à Quirbajou), contre 32,3 % au niveau départemental.
Aucune exploitation agricole ayant son siège dans la commune n'est recensée lors du recensement agricole de 2020 (trois en 1988),.

## Culture locale et patrimoine

### Lieux et monuments
- Église Saint-Loup de Quirbajou.

### Héraldique
| Blason de Quirbajou | Blason  | Cinq points d'azur équipolés à quatre d'or.      |
| Blason de Quirbajou | Détails | Le statut officiel du blason reste à déterminer. |